# Bão Usagi (2024)
Bão Usagi (được biết đến ở Philippines với tên gọi Bão Ofel), là một xoáy thuận nhiệt đới trong mùa bão Tây Bắc Thái Bình Dương 2024. Đây là cơn bão nhiệt đới thứ năm trong một loạt cơn bão tác động đến miền bắc Philippines, sau Bão Trami, Kong-rey, Yinxing và Toraji xuất hiện chỉ vài tuần trước đó. Ngoài ra, đây là lần đầu tiên kể từ khi bắt đầu có các ghi chép từ năm 1951, có bốn cơn bão được đặt tên cùng tồn tại vào tháng 11 ở Tây Thái Bình Dương.
Là xoáy thuận nhiệt đới thứ 25 được đặt tên và là siêu bão thứ 5 của Mùa bão Tây Bắc Thái Bình Dương 2024, Bão Usagi đã khiến một người mất tích, gây thiệt hại 9,56 triệu USD ở Philippines.

## Lịch sử khí tượng
Bão Usagi hình thành từ một khu vực đối lưu 494 km (307 mi) phía đông Bang Chuuk thuộc Liên bang Micronesia, với hình ảnh vệ tinh cho thấy một khu vực rộng lớn có đối lưu liên tục bắt đầu hợp nhất vào ngày 8 tháng 11. Vào lúc 12:00 UTC ngày 9 tháng 11, Cục Khí tượng Nhật Bản (JMA) phân loại hệ thống này là áp thấp nhiệt đới, nêu ra môi trường thuận lợi cho sự phát triển, với sức gió đứt theo phương thẳng đứng từ thấp đến trung bình, độ phân kỳ vừa phải ở trên cao và nhiệt độ bề mặt biển ấm. Vào ngày 11 tháng 11, JTWC đã nâng cấp hệ thống này lên áp thấp nhiệt đới, chỉ định tên là 27W. Vào lúc 18:00 UTC cùng ngày, JMA đã nâng cấp hệ thống này lên thành bão nhiệt đới và đặt tên là Usagi; sau đó nó di chuyển vào Khu vực trách nhiệm của Philippines, nơi PAGASA đặt tên là Ofel.

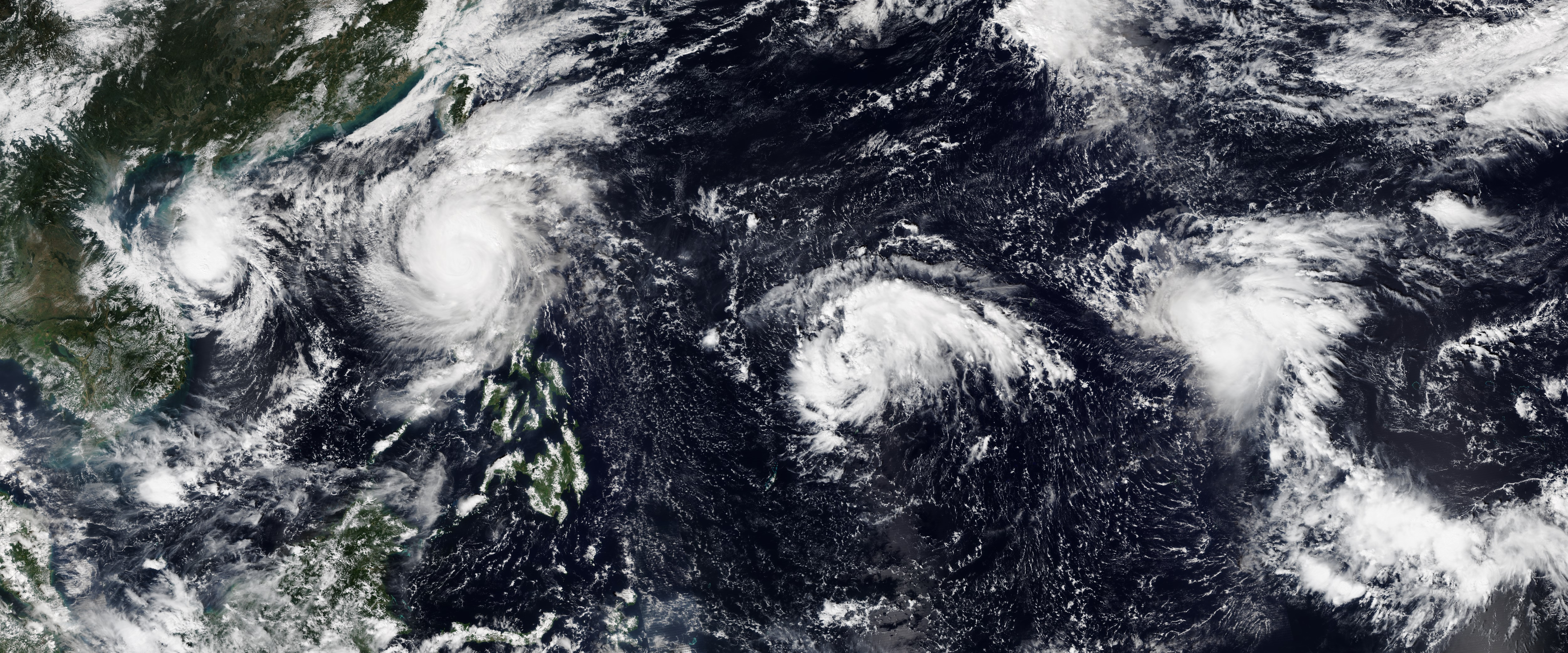
Bốn cơn bão nhiệt đới hoạt động đồng thời vào ngày 11 tháng 11. Từ trái sang phải: Yinxing, Toraji, Usagi và Man-yi, lần đầu tiên xuất hiện kể từ năm 1951.

Sáng sớm ngày hôm sau, JMA đã nâng cấp hệ thống lên thành một cơn bão nhiệt đới dữ dội, khi các dải đối lưu phát triển, bao quanh vùng ngoại vi phía tây. Vào ngày 12 tháng 11, cả JMA và JTWC đều nâng cấp hệ thống này lên thành bão cuồng phong tối thiểu vì nó biểu hiện các dải đối lưu rõ nét bao quanh chặt chẽ một trung tâm hoàn lưu tầng thấp bị che khuất. Hình ảnh vệ tinh cho thấy mắt bão hình lỗ kim đã co lại thậm chí còn nhanh hơn, cho thấy cường độ tăng lên cực kỳ nhanh chóng. Vào ngày 13 tháng 11, JTWC báo cáo rằng hệ thống đã đạt cường độ đỉnh là siêu bão cuồng phong tương đương Cấp 4 trên thang bão Saffir–Simpson, sau khi Usagi đạt sức gió duy trì trong 1 phút là 240 km/h (150 mph), trong khi JMA chỉ ra rằng Usagi đạt cường độ đỉnh với sức gió duy trì trong 10 phút là 175 km/h (110 mph) và áp suất trung tâm là 940 hPa (27,76 inHg).
Usagi đổ bộ vào Baggao, Cagayan, trên đảo Luzon vào khoảng 1:30 chiều PHT (05:30 UTC) ngày 14 tháng 11, theo hình ảnh vệ tinh, với mắt bão nhanh chóng lấp đầy và khối mây dày đặc ở trung tâm trở nên không đối xứng hơn. Sau khi đi qua bắc Luzon, Usagi đi vào Kênh Babuyan, di chuyển về phía tây bắc dọc theo rìa phía tây nam của một áp cao cận nhiệt đới ở tầng trung, và đi qua gần Quần đảo Babuyan và phía bắc Cagayan. Do đó, JMA hạ cấp hệ thống thành một cơn bão nhiệt đới dữ dội, trong khi hình ảnh vệ tinh cho thấy một luồng hoàn lưu tầng thấp đang suy yếu nhanh chóng với sự đối lưu sâu bùng phát về phía đông bắc của một trung tâm rộng, lộ ra một phần. Hệ thống này biểu hiện hình dạng rất gồ ghề ngay phía tây nam Đài Loan và suy yếu đáng kể do sức gió đứt thẳng đứng tăng lên. Nó cho thấy sự quay không có tổ chức và quay chậm ngay ngoài khơi phía tây nam Đài Loan, khiến JTWC ban hành cảnh báo cuối cùng vào ngày 16 tháng 11 khi nó suy yếu thành áp thấp nhiệt đới. Sau đó, JMA tiếp tục theo dõi hệ thống cho đến khi nó tan vào lúc 12:00 UTC cùng ngày.

## Chuẩn bị và tác động

Usagi tiến gần đến Philippines vào ngày 12 tháng 11

Tại Philippines, Cục quản lý Thiên văn, Địa vật lý và Khí quyển Philippines (PAGASA) đã cảnh báo về tình trạng nước dâng cao do bão và lượng mưa lớn ảnh hưởng đến phía bắc Luzon và Aurora. Bộ Phúc lợi Xã hội và Phát triển (DSWD) cho biết, họ đã chi 1 tỷ peso (20,3 triệu đô la Mỹ) để ứng phó với Usagi và các cơn bão trước đó là Bão Trami (Kristine), Kong-rey (Leon), Yinxing (Marce) và Toraji (Nika). Hai cống tràn ở Đập Magat đã được mở để phòng ngừa. Chính quyền khuyến cáo người dân đã sơ tán do các cơn bão trước đó là Yinxing (Marce) và Toraji (Nika) không nên trở về nhà. Bộ Nội vụ và Chính quyền địa phương (DILG) khuyến cáo các quan chức ở Vùng Ilocos, Thung lũng Cagayan và Vùng hành chính Cordillera chuẩn bị các nguồn lực cho cơn bão. Lệnh di tản cũng được ban hành ở Cagayan, nơi tình trạng báo động đỏ vẫn được duy trì. Hơn 5.000 gia đình đã được sơ tán trong tỉnh này, trong khi 3.471 người đã được sơ tán ở Isabela. Usagi đã phá hủy cơ sở hạ tầng ở Baggao, nơi hơn 1.000 gia đình phải sơ tán. Ở Gonzaga, hai ngôi nhà đã bị cuốn trôi, trong khi cây bật gốc khiến một cây cầu ở cùng thị trấn bị sập, cắt đứt đường vào thị trấn Santa Ana lân cận, nơi cũng bị ảnh hưởng bởi lũ lụt. Một bé trai sáu tuổi mất tích sau khi rơi xuống sông ở Amulung, Cagayan.
Tại Đài Loan, Cơ quan Khí tượng Trung ương đã ban hành cảnh báo trên biển về cơn bão, đối với phần phía nam eo biển Đài Loan vào ngày 14 tháng 11, sau đó là cảnh báo trên đất liền đối với huyện Bình Đông và Bán đảo Hằng Xuân vào cuối ngày. Một số chuyến bay, phà và dịch vụ tàu hỏa đã bị hủy.